# Gustavo Corni
Gustavo Corni (Modena, 17 gennaio 1952) è uno storico italiano specializzato in storia contemporanea, in particolare nel nazionalsocialismo.

## Biografia
Corni ha studiato storia e scienze politiche all'Università di Bologna dal 1970 al 1974. Dopo aver lavorato come assistente di ricerca all'Università di Venezia dal 1981 al 1988, è stato nominato professore di storia moderna e contemporanea e di storia tedesca all'Università di Chieti dal 1988 al 1992 e all'Università di Trieste dal 1992 al 1997.
Dal 1997 fino al suo pensionamento nel 2018, Corni ha tenuto una cattedra di storia contemporanea presso la Facoltà di Sociologia e di Lettere e Filosofia dell'Università di Trento. È anche visiting scholar permanente presso l'Istituto di Storia Contemporanea di Monaco di Baviera e borsista dell'Istituto Storico Italo-Tedesco di Trento e dell'Istituto di Studi Avanzati di Friburgo (FRIAS). Corni è membro dell'International Research Training Group "Political Communication" con sede presso l'Università di Francoforte. Dal 2010 è anche membro dell'International Academic Advisory Board dell'Istituto Wiesenthal di Vienna per gli studi sull'Olocausto (VWI).

## Opere principali
- Stato assoluto e società agraria in Prussia nell'età di Federico II, Bologna, Il mulino, 1982
- La politica agraria del nazionalsocialismo: 1930-1939, Milano, FrancoAngeli, 1989
- Fascismo e fascismi, Roma, Editori riuniti, 1989
- Storia della Germania, Milano, Il saggiatore, 1995 (ristampa 1999; nuova edizione 2017)
- I ghetti di Hitler: voci da una società sotto assedio 1939-1944, Bologna, Il mulino, 2001
- L'umanità o Il sogno del 'grande spazio'. Le politiche d'occupazione nell'Europa nazista. Editori Laterza, Bari-Roma, 2005
- Il sogno del grande spazio: le politiche d'occupazione nell'Europa nazista, Roma-Bari, Laterza, 2005
- Hitler, Bologna, il Mulino, 2007
- Popoli in movimento, Palermo, Sellerio, 2009
- Fascismo: condanne e revisioni, presentazione di Alessandro Barbero, Roma, Salerno, 2011
- Hitler stratega, Firenze-Milano, Giunti Editore S.p.A., 2011
- Raccontare la guerra: la memoria organizzata, Milano, Bruno Mondadori, 2012
- Breve storia del nazismo: 1920-1945, Bologna, Il Mulino, 2015
- Weimar: la Germania dal 1918 al 1933, Roma, Carocci, 2020[1]